# Église Saint-Étienne de Laval-en-Belledonne
Pour les articles homonymes, voir Église Saint-Étienne et Saint-Étienne (homonymie).
L'église Saint-Étienne est une église catholique située à Laval-en-Belledonne, en France.

## Localisation
L'église est située dans le département français de l'Isère, sur la commune de Laval-en-Belledonne.

## Historique
L'origine de église remonte au XIIe siècle. À gauche du chœur se situe la chapelle Alleman, fondée par Jean Allemand et dédiée à saint Jacques et sainte Catherine. Sur l'un des murs de la chapelle se trouve une peinture murale du XVe siècle commanditée par un membre de la famille Alleman et représentant la Vierge de miséricorde, aussi appelée Vierge au manteau. Selon les historiens, la peinture murale de Laval serait un monument réalisé à la mémoire des 161 gentilshommes dauphinois, dont quatre Alleman, morts lors de la bataille de Verneuil en 1424. Elle mesurait d'origine 4,80 m de haut pour 7,20 m de large. Sa partie inférieure a été endommagée par le temps, le reste a été restauré par le service des monuments en 1959.
L'église est inscrite au titre des monuments historiques en 2009. La peinture murale de la Vierge au manteau est classée au titre d'objet mobilier protégé en 1958. Ce classement est abrogé en 2010, par le classement de l'intégralité de la chapelle Alleman.